# Latsiá
Latsiá (grec moderne : Λατσιά) est une commune de Chypre, située au sud-est de Nicosie.